# Juan Botella Medina
Juan Botella Medina, né le 4 juillet 1941 à Mexico et mort le 17 juillet 1970 dans la même ville, est un plongeur mexicain.

## Palmarès

### Jeux olympiques
- Rome 1960
  -  Médaille de bronze en tremplin 3 mètres[1].